# John Ramsay (13e comte de Dalhousie)
Pour les articles homonymes, voir John Ramsay et Ramsay.
John-William-Maule Ramsay (29 janvier 1847, Aberdour House - 27 novembre 1887, Le Havre), 13e comte de Dalhousie (en), est un homme politique écossais.

## Biographie
Fils de l'amiral George Ramsay, 12e comte de Dalhousie, et petit-neveu du général George Ramsay, il fait ses études à Balliol College (Oxford) avant d'entrer dans la Royal Navy.
Il est Equerry (en), puis Extra Equerry du duc d’Édimbourg entre 1874 et 1880.
Élu à la Chambre des communes pour Liverpool en 1880, il succède la même année à son père dans le titre de comte de Dalhousie (en) et à la Chambre des lords. Il devient également Lord-in-waiting.
Ramsay est nommé Secrétaire d'État pour l'Écosse en 1886, dans le gouvernement d'Arthur Balfour.

## Famille
Le 6 décembre 1877, Lord Dalhousie épouse Ida Louisa Bennet. Elle est la fille de Charles Bennet, 6e comte de Tankerville et d'Olivia Bennet, comtesse de Tankerville (fille aînée de George Montagu, 6e duc de Manchester). Ils ont cinq fils :
- Arthur George Maule Ramsay, 14e comte de Dalhousie (1878-1928), qui épouse Mary Heathcote-Drummond, une fille de Gilbert Heathcote-Drummond-Willoughby, 1er comte d'Ancaster, le 14 juillet 1903.
- Patrick Ramsay (1879-1962), qui épousa Dorothy Surtees le 15 octobre 1917.
- Alexander Robert Maule Ramsay (1881-1972), qui épouse la princesse Patricia de Connaught, une petite-fille de la reine Victoria, le 27 février 1919.
- Charles Fox Maule Ramsay (1885-1926), qui épouse Aline Rose Arbuthnot-Leslie, fille aînée de George Arbuthnot-Leslie de Warthill, en 1919. Après sa mort, elle épouse le major Arthur Michael Cosmo Bertie (un fils de Montagu Bertie, 7e comte d'Abingdon).
- Ronald Edward Maule Ramsay (1885-1909), décédé célibataire.

De retour d'un voyage aux États-Unis en novembre 1887, le couple est contraint d'interrompre son voyage au Havre après la maladie de Lady Dalhousie. Malgré les soins médicaux, elle est décédée d'une péritonite le 24 novembre, à l'âge de 30 ans. Après s'être retiré au lit la même nuit, Lord Dalhousie ne s'est jamais réveillé, ayant apparemment souffert d'une crise d'apoplexie pendant la nuit, survivant ainsi à sa femme de moins de 24 heures, à 40 ans.

## Sources
- David Torrance, The Scottish Secretaries, 2006